# Mandarinand

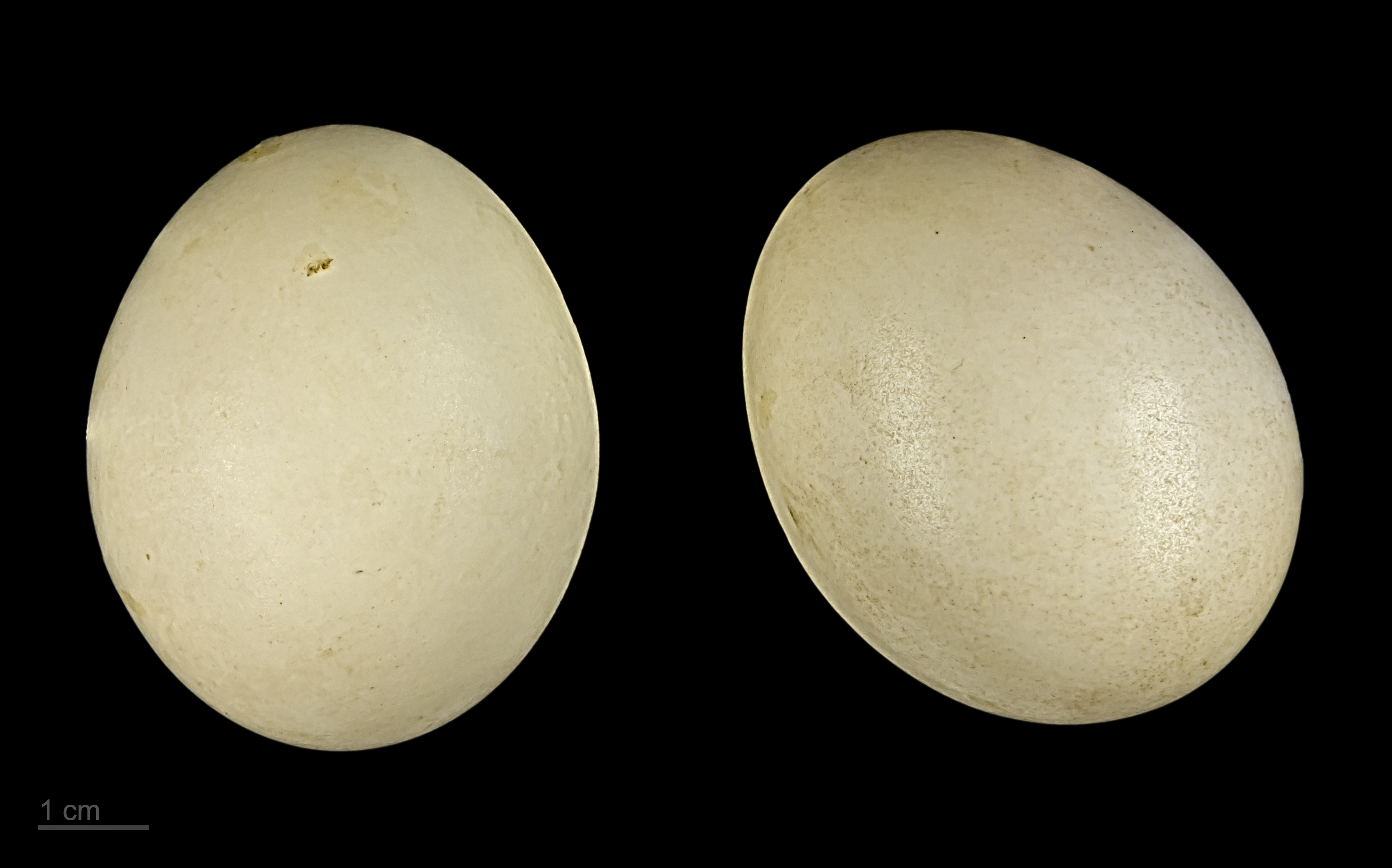
Aix galericulata

Mandarinand (Aix galericulata) är en fågelart inom familjen änder från Östasien. Dess fjäderdräkt har gjort den populär som prydnadsfågel i fågeldammar i parker och i zoologiska trädgårdar även i länder utanför dess naturliga utbredningsområde. 

## Utseende
Mandarinanden blir 41–49 centimeter lång och får ett vingspann på 71 centimeter. Häckningsdräkten hos hanen är färgstark och ornamenterad och ett skäl till artens popularitet som prydnadsfågel.

## Beteende
Mandarinanden föredrar små vatten med träd längs stranden, där den bygger reden i hål i träden. Den söker helst föda på land. Flykten är rätlinjig och snabb. 

## Systematik
Mandarinanden är nära besläktad med den nordamerikanska brudanden (Aix sponsa). Huruvida släktet Aix tillhör underfamiljen Anatinae eller möjligen Tadorninae är under diskussion.

## Utbredning
Ursprungligen härstammar mandarinanden från Östasien, där spridda populationer finns i ryska Ussuriland, på den ryska ön Sachalin, i nordöstra Kina samt i Korea och Japan. Populationerna på fastlandet flyttar vintertid till södra Kina.
Redan på 1740-talet inskaffades mandarinänder till parker i England. Senare har även parker i flera andra länder skaffat dessa färgstarka änder. I Europa har under 1900-talet förrymda fåglar förvildats, och de häckar numera regelbundet på flera platser i Europa. IUCN uppger den som introducerad art till Belgien, Danmark, Frankrike, Nederländerna, Slovenien, Schweiz, Storbritannien, Tyskland och Österrike. 
I Sverige kan någon gång förrymda mandarinänder ses i naturen. Det finns häckande par i Enköpings hamn och på Södermalm i Stockholm.
Klimatet i Sverige tycks passa dem, och det förekommer uppgifter om att mandarinänder haft lyckade häckningar i Jämtland.

## Status och hot
I vilt tillstånd minskar mandarinanden i antal. Internationella naturvårdsunionen IUCN anser dock att den inte bör anses hotad, varför den placeras i kategorin livskraftig (LC). Världspopulationen uppskattas till 65 000–66 000 individer.

## I kinesisk kultur
Mandarinanden kallas för yuanyang (kinesiska: 鸳鸯?, pinyin: yuānyāng) på kinesiska, där yuan och yang står för hanen respektive honan i arten. I kinesisk folktro anses mandarinänderna bilda par som håller ihop livet ut, till skillnad från andra andarter, och därför har mandarinanden blivit symbol för äktenskaplig trohet.

## Externa länkar

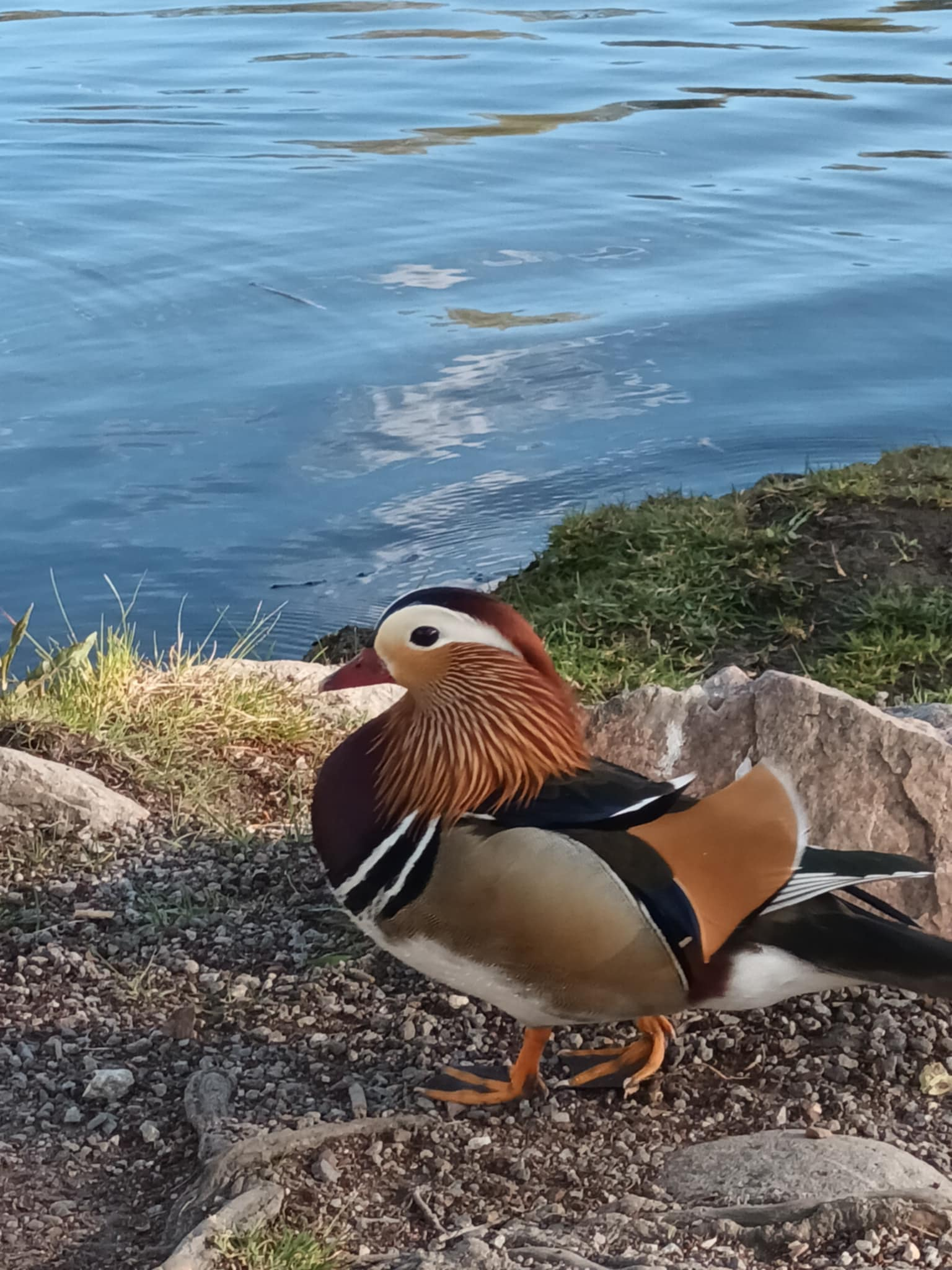
Mandarinand Årstaviken maj 2025